# Esquipulas Guayabal
Esquipulas Guayabal är en ort i Mexiko.   Den ligger i kommunen Chapultenango och delstaten Chiapas, i den sydöstra delen av landet, 700 km öster om huvudstaden Mexico City. Esquipulas Guayabal ligger 584 meter över havet och antalet invånare är 107.
Terrängen runt Esquipulas Guayabal är kuperad. Runt Esquipulas Guayabal är det ganska tätbefolkat, med 65 invånare per kvadratkilometer. Närmaste större samhälle är Pichucalco, 17,8 km norr om Esquipulas Guayabal. I omgivningarna runt Esquipulas Guayabal växer i huvudsak städsegrön lövskog.